# Санаторий Гордона
Санаторий Гордона — двухэтажное здание водолечебницы в городе Таганроге.

## История
Водолечебница (санаторий Гордона) была основана в 1896 году доктором Николаем Герасимовичем Диварисом. Лечение ней проводилось режимом и диетой больных с заболеваниями нервной системы, болезнями обмена веществ, хронических больных, больных с застарелым сифилисом, ревматиков и др. В больнице лечили солнечными ваннами, массажем, водными процедурами и лечебной гимнастикой, позднее — электрофорезом, кумысом и кефиром.
Помощником Дивариса был молодой врач Д. М. Гордон. В 1905 году семья Гордонов выкупила всю лечебницу. В 1920 году лечебница была национализирована, её бывший владелец продолжал в ней работать, занимая вплоть до самой смерти (1931 год) должность главного врача и директора. После смерти Д. М. Гордона больнице присвоили его имя.

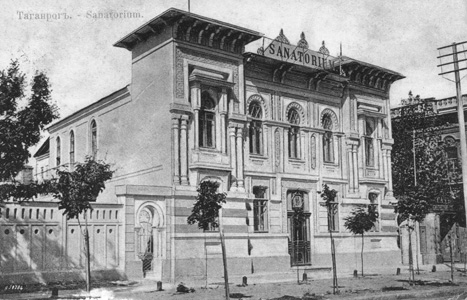
Таганрог, санаторий Гордона, фотография до 1917 года

## Здание больницы
Одноэтажный флигель по улице Николаевской (ныне ул. Фрунзе) был построен в конце 1880-х годах на средства купца С. К. Адабашева на участке Алферакинского квартала. Позднее Маркус Гордон, отец Д. М. Гордона, выкупил соседний участок с домом и построил на нём двухэтажное здание в стиле эклектика. Фронтон здания украшала надпись — SANATORIUM. Новое здание было соединено переходом со старым флигелем. Здание имело асимметричный трехчастный фасад со скругленными углами, украшениями в виде полуколонн и многочисленной изящной лепниной. Центральная часть здания имеет четыре колонны. В 1887 году в здании надстроили второй этаж. В здании имеются  два выдвинутых вперёд боковых ризалита. На уровне второго этажа здание имеет спаренные колонны, порталы с геометрическим узором. Окна на втором этаже выполнены с циркульным завершением.
В кумысолечебнице санатория Гордона в 1899 году лечился писатель А. П. Чехов. В 1918 году в доме находился штаб военного комиссара округа. С 1920 года в здании работал музей революции и археологический отдел Таганрогского краеведческого музея. В 1930-х годах в здании функционировал Горздравотдел и Санстанция.
В годы Великой Отечественной войны дом занимали немцы. После войны здание опять занял Горздравотдел, потом — областная физиотерапевтическая больница.

## Современное состояние
В настоящее время в здании функционирует больница, обслуживающая жителей города Таганрога и районов Ростовской области.